# Esgrima als Jocs Olímpics d'estiu de 1996
Als Jocs Olímpics d'Estiu de 1996 celebrats a la ciutat d'Atlanta (Estats Units d'Amèrica) es disputaren deu proves d'esgrima, sis d'elles en categoria masculina i quatre en categoria femenina, dues més que en l'edició anterior.
Participaren 224 esgrimistes, 136 homes i 88 dones, de 46 comitès nacionals diferents.

## Resum de medalles

### Categoria masculina
| Prova                     | Or                                                              | Argent                                                         | Bronze                                                   |
| Floret individual Detalls | Alessandro Puccini                                              | Lionel Plumenail                                               | Franck Boidin                                            |
| Floret per equips Detalls | RússiaDmitri Xevtxenko · Ilgar Mamedov · Vladislav Pavlovitx    | PolòniaPiotr Kiełpikowski · Adam Krzesiński · Ryszard Sobczak  | CubaElvis Gregory · Rolando Leon · Óscar García          |
| Espasa individual Detalls | Aleksandr Beketov                                               | Ivan Trevejo                                                   | Géza Imre                                                |
| Espasa per equips Detalls | ItàliaSandro Cuomo · Angelo Mazzoni · Maurizio Randazzo         | RússiaAleksandr Beketov · Pàvel Kolobkov · Valeriy Zakharevitx | FrançaJean-Michel Henry · Robert Leroux · Eric Srecki    |
| Sabre individual Detalls  | Stanislav Pozdniakov                                            | Sergey Xarikov                                                 | Damien Touya                                             |
| Sabre per equips Detalls  | RússiaStanislav Pozdniakov · Grigoriy Kirienko · Sergey Xarikov | HongriaCsaba Köves · József Navarrete · Bence Szabó            | ItàliaRaffaello Caserta · Luigi Tarantino · Toni Terenzi |

### Categoria femenina
| Prova                     | Or                                                                 | Argent                                              | Bronze                                                   |
| Floret individual Detalls | Laura Badea                                                        | Valentina Vezzali                                   | Giovanna Trillini                                        |
| Floret per equips Detalls | ItàliaFrancesca Bortolozzi · Giovanna Trillini · Valentina Vezzali | RomaniaLaura Badea · Reka Szabo · Roxana Scarlat    | AlemanyaAnja Mauritz · Sabine Bau · Monika Weber         |
| Espasa individual Detalls | Laura Flessel                                                      | Valerie Barlois                                     | Gyöngyi Szalay                                           |
| Espasa per equips Detalls | FrançaLaura Flessel · Sophie Moresee · Valerie Barlois             | ItàliaLaura Chiesa · Elisa Uga · Margherita Zalaffi | RússiaMaria Mazina · Yuliya Garayeva · Karina Aznavuryan |

## Medaller
| Posició | País     | Or | Argent | Bronze | Total |
| 1       | Rússia   | 4  | 2      | 1      | 7     |
| 2       | Itàlia   | 3  | 2      | 2      | 7     |
| 3       | França   | 2  | 2      | 3      | 7     |
| 4       | Romania  | 1  | 1      | 0      | 2     |
| 5       | Hongria  | 0  | 1      | 2      | 3     |
| 6       | Cuba     | 0  | 1      | 1      | 2     |
| 7       | Polònia  | 0  | 1      | 0      | 1     |
| 8       | Alemanya | 0  | 0      | 1      | 1     |